# Bockwindmühle Wehe

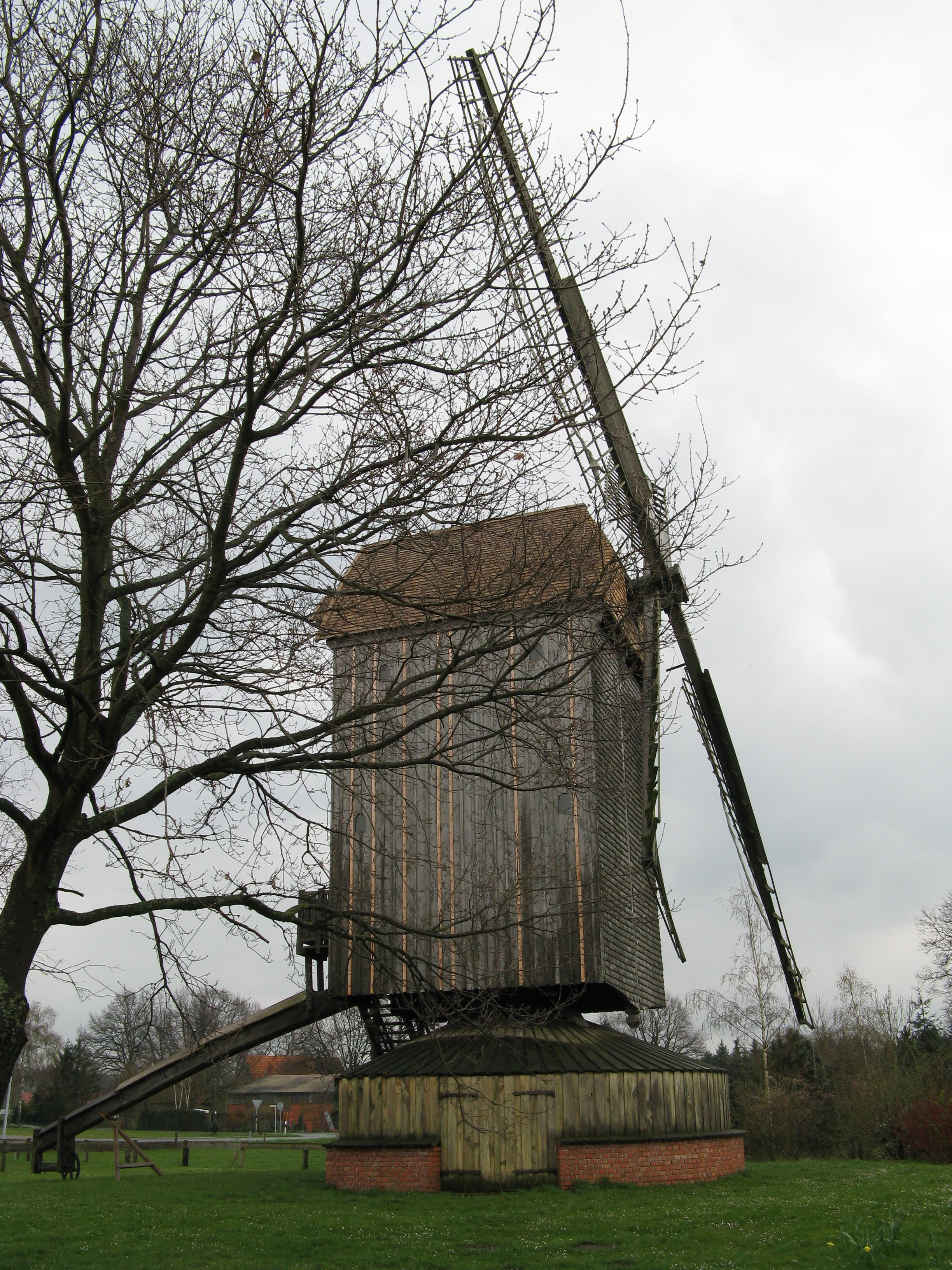
Bockwindmühle Wehe

Die Bockwindmühle Wehe ist eine denkmalgeschützte Windmühle in Wehe, einer Ortschaft der Stadt Rahden im ostwestfälischen Kreis Minden-Lübbecke in Nordrhein-Westfalen.

## Geschichte und Architektur
Die Bockwindmühle ist ein verbretterter Holzkasten mit starkem Balkenwerk. Die ursprüngliche Mühle wurde mit Haube, Segelgatterflügeln und verschindelter Flügelseite um 1650 errichtet. Eine umfangreiche Restaurierung wurde 1982 vorgenommen, bei der die technischen Erweiterungen des 19. Jahrhunderts zurückgebaut wurden.
Zur Windmühle in Kottmarsdorf in Sachsen besteht eine Partnerschaft.